# Конституция Коста-Рики

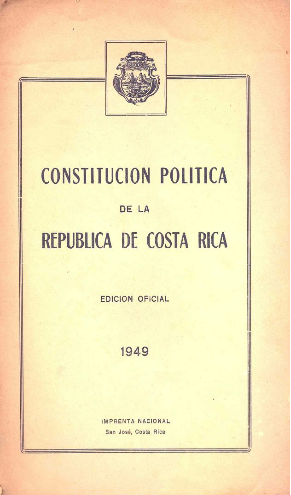
Конституция Коста-Рики 1949 год.

Конституция Коста-Рики (исп. Constitución Politica de Costa Rica) — основной закон Коста-Рики, состоящий из 18 частей (197 статей) и 20 временных положений. Вступила в силу 7 ноября 1949 года.

## История
Первая Конституция была принята в 1825 году, когда Коста-Рика входила в состав Федерации Центральной Америки. После распада Федерации в 1838 году Коста-Рика стала независимой республикой, а в 1844 была принята новая Конституция, действовавшая до 1871 года.
Следующая Конституция, принятая в 1871 году, действовала до 1943 года (исключая 1917—1919, когда в стране была установлена военная диктатура).
В 1943 в неё были внесены поправки, предусматривавшие социальную защиту граждан.
В 1948 году в стране разразилась гражданская война. В 1949 году к власти пришла Учредительная Хунта во главе с Хосе Фигересом Феррером. При нём Конституция была пересмотрена и принята заново, в неё добавились пункты по отмене вооружённых сил и предоставлении свободы деятельности иностранному капиталу.
Последующие редакции касались отдельных статьей, из которых можно выделить абсолютный запрет переизбрания Президента на второй срок (редакция 1969 года) и его отмена (редакция 2003 года).

## Источник
- Государственный строй, энц. Кругосвет
- Текст конституции Коста-Рики